# Off the Ground
| 평가 점수                      | 평가 점수    |
| 출처                           | 점수         |
| ------------------------------ | ------------ |
| AllMusic                       | [ 1 ]        |
| Chicago Tribune                | (favourable) |
| Encyclopedia of Popular Music  | [ 3 ]        |
| Entertainment Weekly           | C–           |
| The Essential Rock Discography | 4/10         |
| Houston Chronicle              | [ 6 ]        |
| Los Angeles Times              | [ 7 ]        |
| MusicHound                     | [ 8 ]        |
| The New York Times             | (favourable) |
| Q                              | [ 10 ]       |
| Rolling Stone                  | [ 11 ]       |
| The Rolling Stone Album Guide  | [ 12 ]       |

《Off the Ground》는 1993년 2월 2일에 발매된 폴 매카트니의 아홉 번째 솔로 스튜디오 음반이다. 1990년대 첫 스튜디오 음반으로 호평을 받은 《Flowers in the Dirt》 (1989년)의 후속 음반이기도 하다.

## 녹음 및 구조
1993년 음반을 홍보하기 위해 또 다른 월드 투어인 The New World Tour를 계획한 후, 매카트니는 그의 투어 밴드와 함께 《Off the Ground》를 녹음하는 것을 선택했다. 블레어 커닝엄은 다이어 스트레이츠에 합류하기 위해 떠난 크리스 휘튼의 후임으로 드럼에 합류했다.
매카트니는 "스튜디오에서 라이브"라는 음반을 녹음하기로 결정했다. 즉, 이 밴드는 각각의 보컬 트랙과 기악 트랙을 따로 녹음하는 대신 전체 곡을 리허설한 후 한 번에 녹음한다는 뜻이다. 이 접근법은 그 작품에 생동감 있고 직접적인 느낌을 주었다.
《Flowers in the Dirt》에서 일부 벗어난 곡들은 이전 음반에 수록된 곡들보다 덜 복잡해 보였다. 매카트니의 엘비스 코스텔로와 작사 콜라보레이션에서 탄생한 〈Mistress and Maid〉와 〈The Lovers That Never Were〉이 이번 음반에 참여했다. 《Flowers in the Dirt》에 참여했던 코스텔로는 《Off the Ground》에 참여하지 않았다.
처음 녹음된 두 곡은 〈Biker like a Icon〉과 〈Peace in the Neighborhood〉로 둘 다 1991년 11월 음반 리허설에서 유래되었다.

## 곡 목록
모든 곡들은 특별한 언급이 없는 한 폴 매카트니에 의해 작사/작곡하였다.
| #   | 제목                           | 작사·작곡                 | 재생 시간 |
| --- | ------------------------------ | ------------------------- | --------- |
| 1.  | 〈Off the Ground〉             |                           | 3:40      |
| 2.  | 〈Looking for Changes〉        |                           | 2:47      |
| 3.  | 〈Hope of Deliverance〉        |                           | 3:22      |
| 4.  | 〈Mistress and Maid〉          | 매카트니, 엘비스 코스텔로 | 3:00      |
| 5.  | 〈I Owe It All to You〉        |                           | 4:51      |
| 6.  | 〈Biker Like an Icon〉         |                           | 3:26      |
| 7.  | 〈Peace in the Neighbourhood〉 |                           | 5:06      |
| 8.  | 〈Golden Earth Girl〉          |                           | 3:45      |
| 9.  | 〈The Lovers That Never Were〉 | 매카트니, 코스텔로        | 3:43      |
| 10. | 〈Get Out of My Way〉          |                           | 3:32      |
| 11. | 〈Winedark Open Sea〉          |                           | 5:27      |
| 12. | 〈C'Mon People〉               |                           | 7:42      |

## 인증
| 국가                                                  | 인증     | 판매량/출하량 |
| ----------------------------------------------------- | -------- | ------------- |
| 오스트레일리아 (ARIA)                                 | 골드     | 35,000^       |
| 오스트리아 (IFPI 오스트리아)                          | 골드     | 25,000*       |
| 캐나다 (뮤직 캐나다)                                  | 골드     | 50,000^       |
| 프랑스 (SNEP)                                         | 골드     | 167,400       |
| 독일 (BVMI)                                           | 플래티넘 | 500,000^      |
| 일본 (RIAJ)                                           | 골드     | 92,000        |
| 스페인 (PROMUSICAE)                                   | 플래티넘 | 100,000^      |
| 스위스 (IFPI 스위스)                                  | 골드     | 25,000^       |
| 영국 (BPI)                                            | 실버     | 60,000^       |
| 미국 (RIAA)                                           | 골드     | 500,000^      |
| *판매량을 기반으로 한 인증 ^출하량을 기반으로 한 인증 |          |               |